# Haus Tervoort

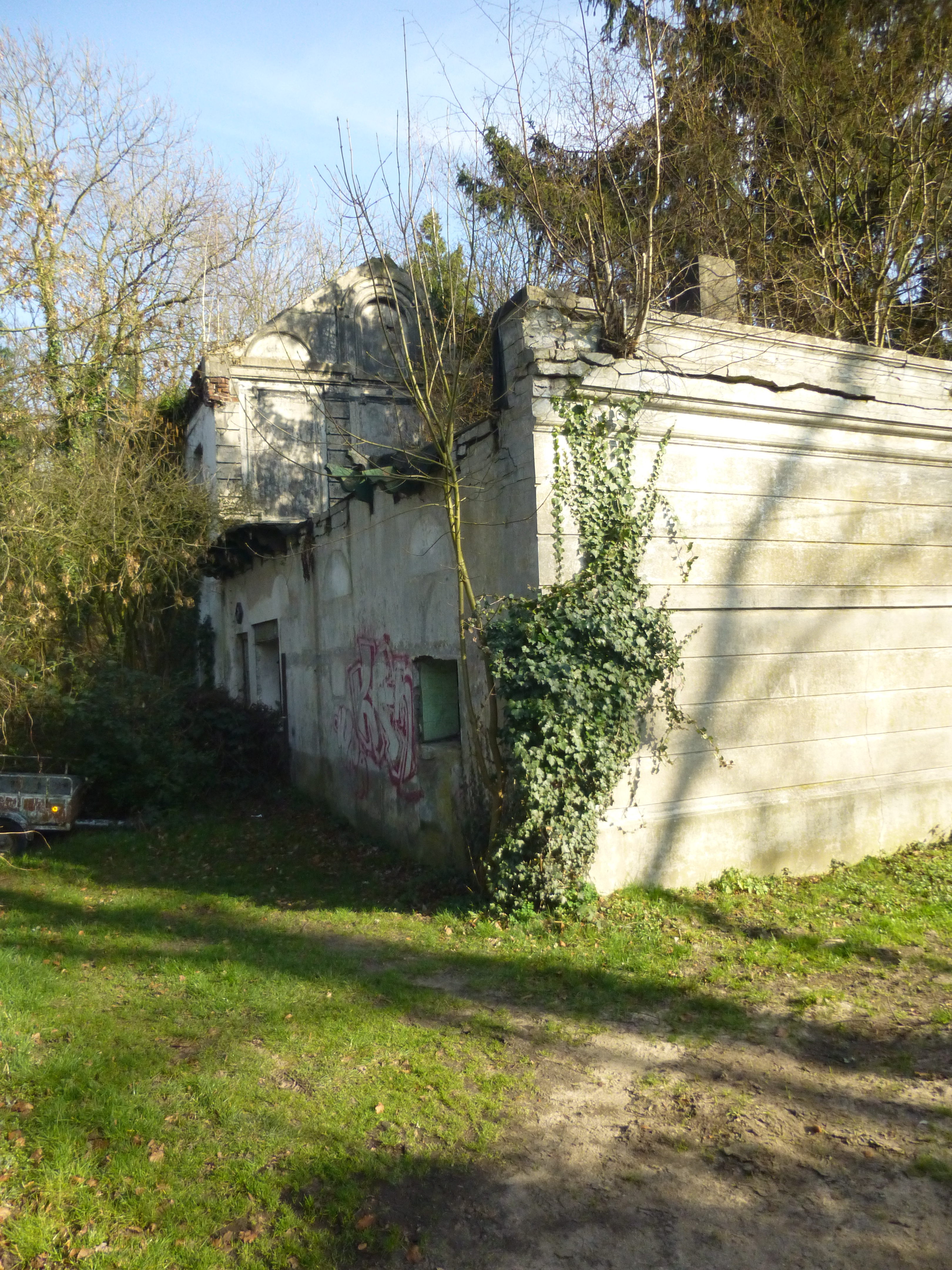
Ruine des linken Wirtschaftsgebäudes, Haus Tervoort

Haus Tervoort, auch „Schloss Tervoort“ oder „Haus ter Voorth“, ist ein ehemaliges Rittergut in Rheinkamp, einem Stadtteil von Moers. Die Hofanlage, vermutlich zeitweise eine Wasserburg, stammt aus dem 12. Jahrhundert und wird erstmals urkundlich 1443 als Rittergut erwähnt. Nach einem Bombentreffer auf das Hauptgebäude im Zweiten Weltkrieg und einem Brand 2004 werden vom ursprünglichen Anwesen heute nur noch drei Nebengebäude benutzt; ansonsten sind nur Ruinen vorhanden.

## Lage
Das Rittergut lag im Mittelalter am noch deutlich mehr wasserführenden Moersbach, der damals in ein altes Rheinbett mündete. Der Name ter Voorth bedeutet „zur/an der Furth“; die Stelle war für den seinerzeitigen Verkehr von Moers nach Norden von Bedeutung. Die Ruinen der Anlage liegen am Tervoorter Waldweg 61, der von der „Repelener Straße“ (L399) abzweigt. Bis zum Beginn der zweiten Preußenphase für die Grafschaft Moers gehörte das Gut zum Kirchspiel und Gerichtsbezirk Moers. Ab dem 18. Jahrhundert war die Bürgermeisterei Repelen für Tervoort zuständig. Heute liegt es im Südwesten von Utfort im Bereich der Grenzen zu den Moerser Wohnbereichen Moers-Mitte und Hülsdonk.

## Geschichte
Das Rittergut Tervoort war ein „gemein cölnisch Lehen“ und damit ein Mannlehen, bei dem nur der Mannesstamm erbberechtigt war. Ab dem Mittelalter und der Herausbildung der Grafschaft Moers wurde es als Lehen von dem jeweiligen amtierenden Herrscherhaus in der Grafschaft nach dem Aussterben der jeweiligen Lehnsfamilie häufig an den dann amtierenden Droste der Grafschaft neu vergeben.
In der Mitte des 15. Jahrhunderts gehörte das Gut den Brüdern Hinrich und Ysbrandt aus der Familie von Merwich. Diese verpfändeten das Rittergut an Friedrich von Pelden. Daraufhin vergab Graf Vincenz von Moers das Gut am 11. Oktober 1464 zum Lehen an Friedrich von Pelden, genannt Cloudt. Das Pfand wurde von Ysbrandt wieder ausgelöst, worauf am 4. März 1472 die Familie von Merwich über Graf Vincenz wieder Lehensnehmer wurde. Es folgten
- 1478 Scholt von Mervich und
- 1494 Melchior von Mervich als Gutsherren.[1]

Danach wechselten häufiger die Lehensnehmer für das Rittergut, von denen einige zum Zeitpunkt der Lehensübertragung die Droste der Grafschaft Moers waren. So erhielt
- 1534 Elbert von Wrede das Gut von Graf Wilhelm II. von Neuenahr und
- 1563 dessen Neffe Caspar Lappe.
- 1600 übergab Gräfin Walpurgis von Neuenahr und Mörs an Moritz von Oranien, den sie als ihr Erbe eingesetzt hatte, und dieser übergab
- 1600 das Gut an Jost Wirich von Pelden genannt Cloudt († 1676), wodurch diese Familie wieder Lehensnehmer wurde. Jost Wirich von Pelden war ab 1600 von Moritz von Oranien zum Drost der Grafschaft Moers ernannt worden. Es folgte am
- 30. Juni 1613 Alexander von Michel, der mit Magdalena von Cloudt verheiratet war. Ab
- 18. Juli 1619 wurde die Familie Kinsky mit Borchard Wilhelm von Kinsky (1643–1724), der ab 1677 Drost der Grafschaft Moers war, Lehensnehmer. Nach den Oraniern wurde
- 1702 vom preußischen König Friedrich Wilhelm I. das Lehen an Borchard Wilhelm von Kinsky bestätigt. Dieser erneuerte und erweiterte die Gebäude des Gutes und baute das Hauptgebäude schlossartig aus. An dem Haupthaus waren rechts und links zwei Wirtschaftsgebäude angebaut. Einige Viehställe, Scheunen und eine Schmiede gehörten ebenfalls zur Gesamtanlage.[3] Es folgen aus dieser Familie
- 1707 der Sohn Franz Friedrich von Kinsky, dem späteren Regierungspräsidenten von Moers, unter dem am 14. September 1718 der Moerser Landtag im Hauptgebäude tagte.[2]
- 1760 wurde dessen Sohn Reinhard von Kinsky neuer Lehensnehmer. Da sich Ende des 17. Jahrhunderts die finanzielle Lage der Kinskys deutlich verschlechtert hatte, wurde nach dem Tode von Reinhard 1791 von der „Witwe“ das Gut am
- 1. Juli 1793 an Carl Freiherr von Raesfeldt verkauft.[4] Dieser verkaufte es an den Industriellen Max Haniel, der das Rittergut
- 1889 an seine älteste Tochter Caroline (1840–1912) und deren Ehemann Louis Liebrecht (1834–1900) vererbte, deren Nachkommen es noch heute gehört.[4] Derzeitige Besitzerin des Anwesens ist Gräfin Marie del Carmen von Liebrecht.

## Nutzung

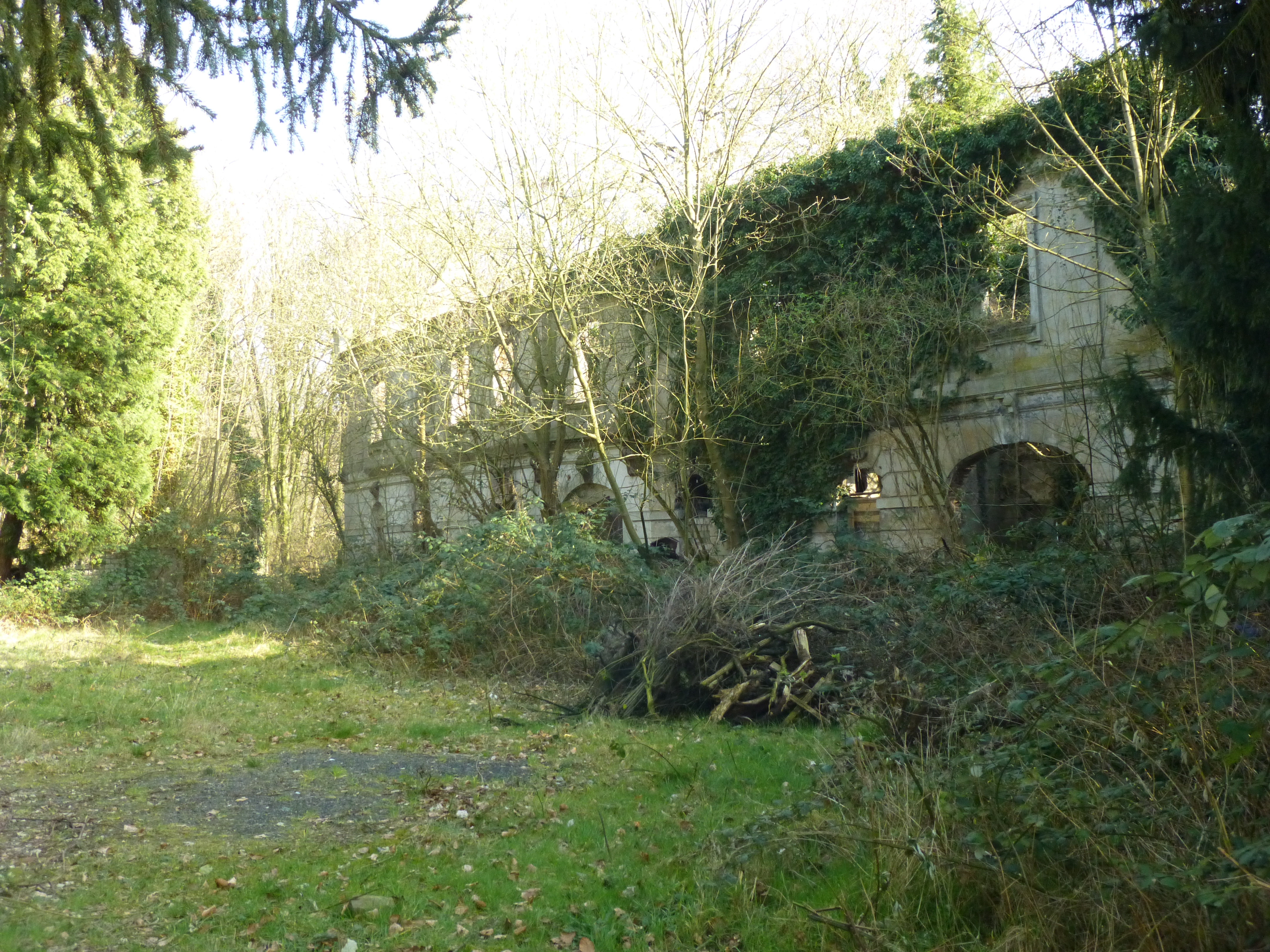
Ruine des rechten Wirtschaftsgebäudes, Haus Tervoort

Das Anwesen wurde von den jeweiligen Besitzern als landwirtschaftliches Gut und Herrenhaus genutzt. Ob der Standort anfangs auch zur Sicherung der Furth diente, lässt sich urkundlich nicht belegen. Aus der Geschichte des Anwesens ist ersichtlich, dass die Besitzer häufiger das Gut zur finanziellen Absicherung verwendeten. Neben der Verpfändung bereits durch die ersten „von Merwichs“ ist urkundlich 1630 eine Beleihung mit 1.500 Thaler durch Borchard von Kinsky überliefert.
Der Umfang des zugehörigen Grundstücks unterlag durch Kauf und Verkauf von Grundstücksteilen starken Schwankungen. Urkundlich ist beispielsweise belegt, dass im 18. Jahrhundert die zugehörige Fläche zeitweise nur 26 Morgen groß war. Zu diesem Zeitpunkt war somit das Anwesen kein Rittergut mehr, da die Mindestgröße, die für ein Rittergut in Preußen vorgegeben war, erheblich unterschritten wurde. Danach wurde das Anwesen offensichtlich durch Zukauf von Ländereien wieder vergrößert. Da um 1835 nach einer amtlichen Zusammenstellung nur 10 Einwohner in der Gesamtanlage wohnten, scheint die landwirtschaftliche Nutzung unter den Raesfelds auch zu diesem Zeitpunkt nicht umfangreich gewesen zu sein. Allerdings waren Teile der Ländereien, die für die Landwirtschaft verwendet wurden, zu dieser Zeit verpachtet.
Gemäß einer Eintragung in die Ritterguts-Matrikel wurde das Lehen unter Carl von Raesfeldt am 16. September 1837 von König Friedrich Wilhelm III. wieder zu einem Rittergut erhoben. Diese Einstufung als Rittergut wurde bereits am 31. Dezember 1854 wieder gelöscht. Hierdurch ging die Berechtigung für den Besitzer eines Rittergutes, als Abgeordneter an den „Preußischen Kreis- und Landtagen“ ohne Wahl teilzunehmen, verloren.
Mit Unterstützung der Familie Liebrecht richtete die „Stiftung Bethanien“ 1856 in einigen Räumen des Anwesens eine Krankenstation ein. Die Betreuung der Kranken wurde von zwei Diakonissen aus Kaiserswerth übernommen. Nach drei Jahren und der Fertigstellung des Krankenhauses Bethanien zog diese Station 1859 in das erste Gebäude am damaligen Ostring – heute Klever Straße – in Moers.
Nach Ende des Zweiten Weltkriegs war wegen der völligen Zerstörung des Hauptgebäudes nur noch die Nutzung der angrenzenden Wirtschaftsflügel, Viehställe und Schmiede möglich. 1996 wurde die Nutzung des letzten rechten Wirtschaftsflügels beendet. In dem nun auch ungenutzten rechten Gebäudeteil kam es am 23. September 2004 zu einem Brand, ausgelöst vermutlich durch zündelnde Jugendliche, der die Zerstörung auch dieses Bauteiles beschleunigte.
Trotzdem wurden und werden drei ehemalige Nebengebäude, darunter die ehemalige Schmiede, aktuell weiter genutzt. Der Motorclub „Globetrotter Homeless e. V.“ errichtete unter Einbeziehung noch vorhandener Außenmauern eines Nebengebäudes 1992 ein Vereinshaus mit einem zusätzlichen Freiluftpartybereich, das seitdem regelmäßig für Treffen der Mitglieder benutzt wird.
Im Rahmen des Kulturhauptstadtjahres Ruhr 2010 fand im Bereich der Ruinen am 19. September das Ende der „Magical-Mystery-Ruhr-Tour“ statt, da für die Mystery-Fans „Schloss Tervoort“ schon seit Jahren ein Spukschloss ist.

## Persönlichkeiten
- Carl von Raesfeld (1792–1857), Gutsbesitzer aus Haus Tervoort, Bürgermeister zu Repelen und Landrat des Kreises Krefeld